# Amos Eaton

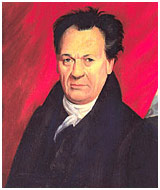
Amos Eaton

Amos Eaton (* 17. Mai 1776 in New Concord, Provinz New York; † 10. Mai 1842 in Troy, New York) war ein amerikanischer Lehrer, Wissenschaftler und Botaniker. Sein offizielles botanisches Autorenkürzel lautet „Eaton“.

## Leben und Wirken
Amos Eatons Vater, Captain Abel Eaton war ein wohlhabender Farmer.
Nach seiner Promotion wurde Amos Eaton zur New York state bar zugelassen und praktizierte acht Jahre lang als Anwalt. Als er nach Albany zog, gab er seine anwaltliche Karriere zu Gunsten seiner Interessen auf dem Gebiet der Naturwissenschaften auf.
Zusammen mit Stephen Van Rensselaer III war er Mitbegründer der Rensselaer School (bekannt als Rensselaer Polytechnic Institute) im Jahre 1824. Eaton war Senior Professor an der Rensselaer School bis zu seinem Tode 1842. Unter seiner Leitung wurde Troy eine Konkurrenz zu London in England als einem Zentrum für geologische Forschungen im 19. Jahrhundert.
Amos Eaton war viermal verheiratet und hatte zwölf Kinder, darunter Amos Beebe Eaton (1806–1877), General der Nordstaaten im Sezessionskrieg. Der Botaniker Daniel Cady Eaton (1834–1895) war sein Enkel.

## Ehrentaxon
Im zu Ehren wurde die Gattung Eatonia Raf. der Pflanzenfamilie der Süßgräser (Poaceae) benannt.

## Werke (Auswahl)
- A Botanical Dictionary and Manual of Botany for the Northern States (1817)
- Manual of Botany for North America (1836)
- North American Botany (1840) – zusammen mit John Wright

## Eatons Studenten
- Joseph Henry (1797–1878) – entwickelte die Theorie des Elektromagnetismus
- James Hall (1811–1898) – erster New Yorker Staatsgeologe
- James Eights (1798–1882) – Antarktis-Erforscher